# Liste der Baudenkmale in Bad Gandersheim
In der Liste der Baudenkmale in Bad Gandersheim sind alle Baudenkmale der niedersächsischen Stadt Bad Gandersheim (Landkreis Northeim) und ihrer Stadtteile aufgelistet. Diese Liste orientiert sich an der 2018 erschienenen Denkmaltopographie.

## Allgemein
In den Spalten befinden sich folgende Informationen:
- Lage: die Adresse des Baudenkmales und die geographischen Koordinaten. Kartenansicht, um Koordinaten zu setzen. In der Kartenansicht sind Baudenkmale ohne Koordinaten mit einem roten Marker dargestellt und können in der Karte gesetzt werden. Baudenkmale ohne Bild sind mit einem blauen Marker gekennzeichnet, Baudenkmale mit Bild mit einem grünen Marker.
- Bezeichnung: Bezeichnung des Baudenkmales
- Beschreibung: die Beschreibung des Baudenkmales. Unter § 3 Abs. 2 NDSchG werden Einzeldenkmale und unter § 3 Abs. 3 NDSchG Gruppen baulicher Anlagen und deren Bestandteile ausgewiesen.
- ID: die Objekt-ID des Baudenkmales
- Bild: ein Bild des Baudenkmales, ggf. zusätzlich mit einem Link zu weiteren Fotos des Baudenkmals im Medienarchiv Wikimedia Commons. Wenn man auf das Kamerasymbol klickt, können Fotos zu Baudenkmalen aus dieser Liste hochgeladen werden:

## Baudenkmale nach Ortsteilen

### Bad Gandersheim

#### Abteihof
| Lage                                   | Bezeichnung   | Beschreibung | ID       | Bild           |
| -------------------------------------- | ------------- | --- | -------- | -------------- |
| Abteihof 2 51° 52′ 13″ N, 10° 1′ 39″ O | Stiftsgebäude | Dreigeschossiger Hausteinbau mit Fachwerkobergeschoss, nach dem Abbruch der Domäne im Jahr 1934 im Heimatstil errichtet, Einzelbaudenkmal | 33810406 | Weitere Bilder |

#### Alte Gasse
Die Straße wird 1437 als Hole Gatze erstmals urkundlich erwähnt. In der ersten Hälfte des 16. Jahrhunderts säumten 22 Häuser die Straße. Sie wurden nach dem Stadtbrand von 1580 wiederaufgebaut. Nach dem Dreißigjährigen Krieg 1648 sind nur noch sieben Häuser bewohnt. 1650 ist die Straße als eine wüste Stidde im Schloßregister erwähnt. Der heutige Baubestand Alte Gasse 1 bis 18 besteht aus traufständigen, zwei- bis dreigeschossigen, stockweise abgezimmerten Fachwerkbauten beiderseits der Straße. Die überwiegende Zahl der Bauten stammt aus der ersten Hälfte des 19. Jahrhunderts. Die Gebäude Alte Gasse 12, 14, 15, 16 stammen aus der Mitte des 18. Jahrhunderts.

| Lage                                      | Bezeichnung | Beschreibung | ID       | Bild           |
| ----------------------------------------- | ----------- | --- | -------- | -------------- |
| Alte Gasse 1 51° 52′ 11″ N, 10° 1′ 27″ O  | Wohnhaus    | Das Objekt gehört zu der Denkmalgruppe „Alte Gasse“ mit der ID 33538504. | 33810432 | Weitere Bilder |
| Alte Gasse 2 51° 52′ 12″ N, 10° 1′ 26″ O  | Wohnhaus    | Das Objekt gehört zu der Denkmalgruppe „Alte Gasse“ mit der ID 33538504. | 33810455 | Weitere Bilder |
| Alte Gasse 3 51° 52′ 11″ N, 10° 1′ 26″ O  | Wohnhaus    | Das Objekt gehört zu der Denkmalgruppe „Alte Gasse“ mit der ID 33538504. | 33810478 | Weitere Bilder |
| Alte Gasse 4 51° 52′ 12″ N, 10° 1′ 26″ O  | Wohnhaus    | Das Objekt gehört zu der Denkmalgruppe „Alte Gasse“ mit der ID 33538504. | 33810501 | Weitere Bilder |
| Alte Gasse 5 51° 52′ 11″ N, 10° 1′ 26″ O  | Wohnhaus    | Das Objekt gehört zu der Denkmalgruppe „Alte Gasse“ mit der ID 33538504. | 33810524 | Weitere Bilder |
| Alte Gasse 6 51° 52′ 12″ N, 10° 1′ 26″ O  | Wohnhaus    | Das Objekt gehört zu der Denkmalgruppe „Alte Gasse“ mit der ID 33538504. | 33810547 | Weitere Bilder |
| Alte Gasse 7 51° 52′ 11″ N, 10° 1′ 25″ O  | Wohnhaus    | Das Objekt gehört zu der Denkmalgruppe „Alte Gasse“ mit der ID 33538504. | 33810569 | Weitere Bilder |
| Alte Gasse 8 51° 52′ 12″ N, 10° 1′ 25″ O  | Wohnhaus    | Das Objekt gehört zu der Denkmalgruppe „Alte Gasse“ mit der ID 33538504. | 33810594 | Weitere Bilder |
| Alte Gasse 9 51° 52′ 11″ N, 10° 1′ 25″ O  | Wohnhaus    | Das Objekt gehört zu der Denkmalgruppe „Alte Gasse“ mit der ID 33538504. | 33810617 | Weitere Bilder |
| Alte Gasse 10 51° 52′ 12″ N, 10° 1′ 25″ O | Wohnhaus    | | 33810640 | Weitere Bilder |
| Alte Gasse 11 51° 52′ 11″ N, 10° 1′ 25″ O | Wohnhaus    | Das Objekt gehört zu der Denkmalgruppe „Alte Gasse“ mit der ID 33538504. | 33810663 | Weitere Bilder |
| Alte Gasse 12 51° 52′ 12″ N, 10° 1′ 24″ O | Wohnhaus    | | 33810686 | Weitere Bilder |
| Alte Gasse 13 51° 52′ 11″ N, 10° 1′ 24″ O | Wohnhaus    | Das Objekt gehört zu der Denkmalgruppe „Alte Gasse“ mit der ID 33538504. | 33810709 | Weitere Bilder |
| Alte Gasse 14 51° 52′ 12″ N, 10° 1′ 24″ O | Wohnhaus    | | 33810732 | Weitere Bilder |
| Alte Gasse 15 51° 52′ 11″ N, 10° 1′ 24″ O | Wohnhaus    | Das Objekt gehört zu der Denkmalgruppe „Alte Gasse“ mit der ID 33538504. | 33810755 | Weitere Bilder |
| Alte Gasse 16 51° 52′ 12″ N, 10° 1′ 23″ O | Wohnhaus    | | 33810778 | Weitere Bilder |
| Alte Gasse 17 51° 52′ 11″ N, 10° 1′ 24″ O | Wohnhaus    | Zweigeschossiger, stockwerksweise abgezimmerter Fachwerkbau der ersten Hälfte des 18. Jahrhunderts. Das Objekt gehört zu der Denkmalgruppe „Alte Gasse“ mit der ID 33538504. | 33810801 | Weitere Bilder |
| Alte Gasse 18 51° 52′ 12″ N, 10° 1′ 23″ O | Wohnhaus    | | 33810824 | Weitere Bilder |
| Alte Gasse 19 51° 52′ 11″ N, 10° 1′ 23″ O | Wohnhaus    | Das Objekt gehört zu der Denkmalgruppe „Alte Gasse“ mit der ID 33538504. | 33810847 |                |

#### Am Osterbergsee
| Lage                                       | Bezeichnung     | Beschreibung                                                                                               | ID       | Bild |
| ------------------------------------------ | --------------- | --- | -------- | ---- |
| Am Osterbergsee 51° 52′ 25″ N, 10° 2′ 4″ O | Eisenbahnbrücke | Brücke aus Natursteinquadern für die 1901 eröffnete Bahnlinie Bad Gandersheim-Hildesheim, Einzelbaudenkmal | 33812720 |      |

#### Am Plan
Die Platzanlage wurde bei der Burgerweiterung südlich der Burg zur Verbesserung der Verteidigungsmöglichkeiten in der ersten Hälfte des 16. Jahrhunderts geschaffen. Hierzu wurden die damalige Bebauung abgerissen. des 19. Jahrhunderts.

| Lage                                   | Bezeichnung         | Beschreibung | ID       | Bild           |
| -------------------------------------- | ------------------- | --- | -------- | -------------- |
| Am Plan 1 51° 52′ 16″ N, 10° 1′ 36″ O  | Gasthaus            | "Römischer Kaiser", Das Objekt gehört zu der Denkmalgruppe „Burgstraße 7-10 / Am Plan 1“ mit der ID 33538616. | 33810895 | Weitere Bilder |
| Am Plan 1 51° 52′ 16″ N, 10° 1′ 36″ O  | Flügelbauten        | Das Objekt gehört zu der Denkmalgruppe „Burgstraße 7-10 / Am Plan 1“ mit der ID 33538616. | 33815013 | Weitere Bilder |
| Am Plan 3 51° 52′ 18″ N, 10° 1′ 36″ O  | Wohnhaus            | Eingeschossiger Fachwerkbau mit Zwerchhaus. Das Objekt gehört zu der Denkmalgruppe „Am Stadtwall 1-2 / Am Plan 3“ mit der ID 33538630.                                                                           | 33810927 | Weitere Bilder |
| Am Plan 3a 51° 52′ 19″ N, 10° 1′ 35″ O | Scheune             | Ehemaliger Amtsscheune, Das Objekt gehört zu der Denkmalgruppe „Ehem. Burg Gandersheim“ mit der ID 33538644. | 44498405 | Weitere Bilder |
| Am Plan 3b 51° 52′ 19″ N, 10° 1′ 41″ O | Burg                | Aus der herzoglichen Burg ging ein Amtshof hervor. Seit Mitte des 19. Jahrhunderts wird die Anlage vom Amtsgericht genutzt. Das Objekt gehört zu der Denkmalgruppe „Ehem. Burg Gandersheim“ mit der ID 33538644. | 33810951 | Weitere Bilder |
| Am Plan 3b 51° 52′ 19″ N, 10° 1′ 38″ O | Nebengebäude        | Das Objekt gehört zu der Denkmalgruppe „Ehem. Burg Gandersheim“ mit der ID 33538644. | 33811000 | Weitere Bilder |
| Am Plan 3b 51° 52′ 18″ N, 10° 1′ 39″ O | Mauer               | Mauereinfriedung Amtsgericht. Das Objekt gehört zu der Denkmalgruppe „Ehem. Burg Gandersheim“ mit der ID 33538644.                                                                                               | 33811023 | Weitere Bilder |
| Am Plan 3c 51° 52′ 19″ N, 10° 1′ 39″ O | Gefängnis           | Das Objekt gehört zu der Denkmalgruppe „Ehem. Burg Gandersheim“ mit der ID 33538644. | 33810977 | Weitere Bilder |
| Am Plan 51° 52′ 16″ N, 10° 1′ 37″ O    | Pavillon            | Das Objekt gehört zu der Denkmalgruppe „Ehem. Burg Gandersheim“ mit der ID 33538644. | 33814969 |                |
| Am Plan 51° 52′ 19″ N, 10° 1′ 39″ O    | Stadtmauer          | nördl. Stadtwall, Nähe Amtsgericht, nördlich von „Am Plan 3c“. Das Objekt gehört zu der Denkmalgruppe „Ehem. Burg Gandersheim“ mit der ID 33538644.                                                              | 33810383 | Weitere Bilder |
| Am Plan 4 51° 52′ 16″ N, 10° 1′ 41″ O  | Wirtschaftsgebäude  | Zweigeschossiger Fachwerkbau, Mitte 19. Jahrhundert. Einzelbaudenkmal | 33811046 | Weitere Bilder |
| Am Plan 5 51° 52′ 16″ N, 10° 1′ 41″ O  | Wohn-/Geschäftshaus | Die Bäckerei ist ein dreigeschossiger verhängter Fachwerkbau, wohl um 1760 errichtet. Das Objekt gehört zu der Denkmalgruppe „Hagen 5-10, Am Plan 5“ mit der ID 32688670.                                        | 33814832 | Weitere Bilder |
| Am Plan 9 51° 52′ 15″ N, 10° 1′ 37″ O  | Kirche              | Katholische Kirche Maria Himmelfahrt, blockhafter, rechteckiger Putzbau mit eingezogenem Chor, 1952/53. Einzelbaudenkmal                                                                                         | 33811072 | Weitere Bilder |

#### Am Stadtwall
| Lage                                       | Bezeichnung | Beschreibung | ID       | Bild           |
| ------------------------------------------ | ----------- | --- | -------- | -------------- |
| Am Stadtwall 1 51° 52′ 18″ N, 10° 1′ 34″ O | Wohnhaus    | Das Objekt gehört zu der Denkmalgruppe „Am Stadtwall 1-2 / Am Plan 3“ mit der ID 33538630.                                 | 33811098 | Weitere Bilder |
| Am Stadtwall 2 51° 52′ 18″ N, 10° 1′ 36″ O | Wohnhaus    | Zweigeschossige Fachwerkbauten. Das Objekt gehört zu der Denkmalgruppe „Am Stadtwall 1-2 / Am Plan 3“ mit der ID 33538630. | 33811121 | BW             |

#### An der Stadtmauer, An der Tummelburg

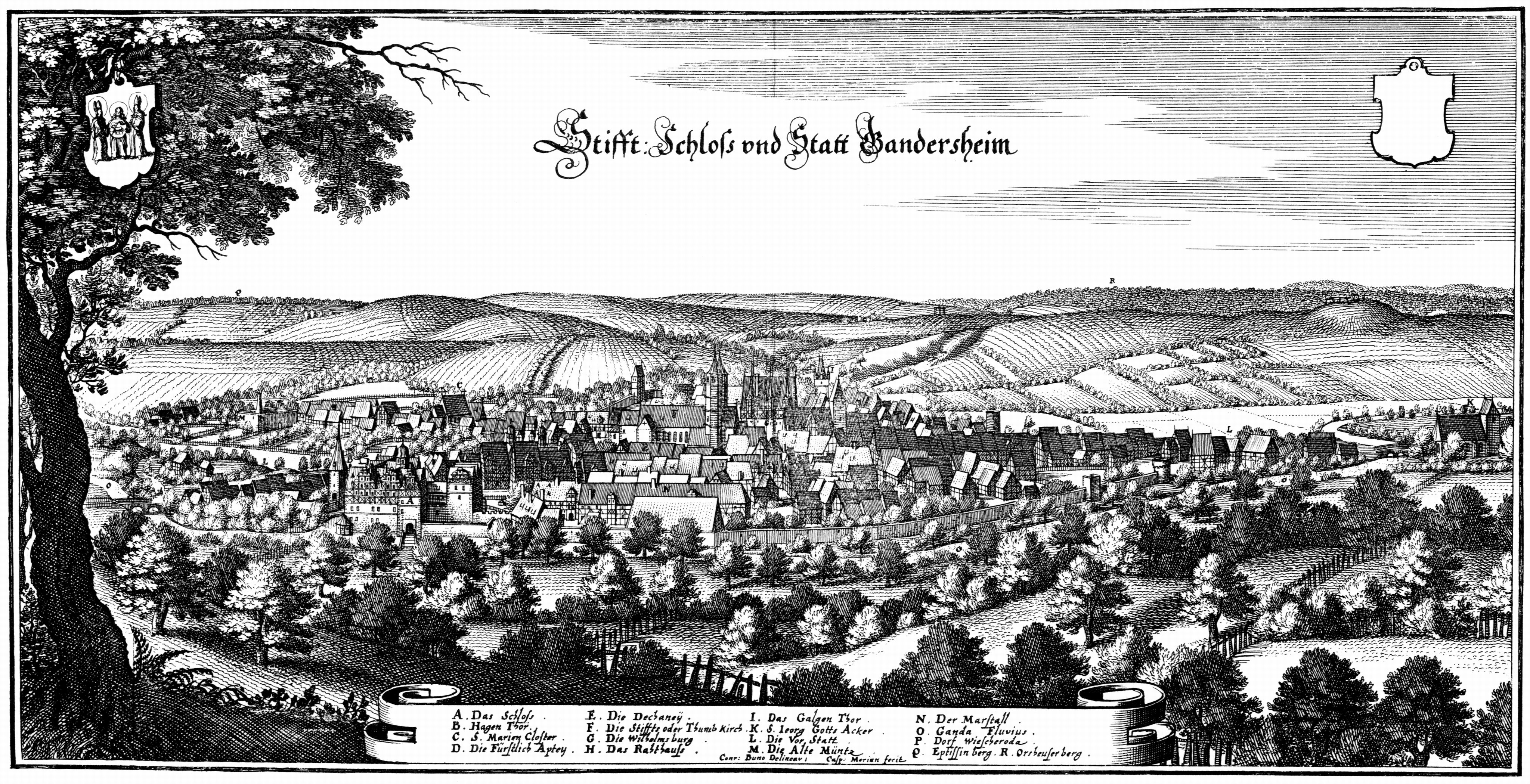
Die Darstellung Merians von 1654 zeigt den dritten Mauerring, von dem sich Teile bis heute erhalten haben. Die Tore und Türme sind allesamt abgegangen.

Vom ältesten nachweisbaren Mauerring um den ehemaligen Stiftsbezirk und den ehemaligen Domänenhof haben sich keine Reste erhalten. Die Marktsiedlung, zunächst im Schutz der Stiftsburg, wurde durch einen zweiten Mauerring befestigt. Hiervon sind keine Teile erhalten. In der ersten Hälfte des 14. Jahrhunderts wurde der dritte Mauerring geschaffen, um die neuen Stadtteile Neustadt, Hagen und die Siedlung um die Moritzstraße in die Stadtbefestigung einzubeziehen. Er schloss allerdings die Vorstädte aus und ist in größeren Teilen erhalten.

| Lage                                            | Bezeichnung       | Beschreibung                                                                             | ID       | Bild |
| ----------------------------------------------- | ----------------- | ---------------------------------------------------------------------------------------- | -------- | ---- |
| An der Stadtmauer 51° 52′ 8″ N, 10° 1′ 35″ O    | Stadtmauer        | Das Objekt gehört zu der Denkmalgruppe „Stadtmauer Bad Gandersheim“ mit der ID 33538463. | 33811144 |      |
| An der Tummelburg 1 51° 52′ 12″ N, 10° 1′ 39″ O | Toreinfahrt/Mauer | Einzeldenkmal.                                                                           | 33811191 | BW   |

#### An der Wiek
| Lage                                    | Bezeichnung        | Beschreibung | ID       | Bild           |
| --------------------------------------- | ------------------ | --- | -------- | -------------- |
| An der Wiek 51° 52′ 22″ N, 10° 1′ 13″ O | Jüdischer Friedhof | Der Friedhof liegt nördlich der Kirche St. Georg und hat etwa 40 Grabmale, die ältesten vom Ende des 18. Jahrhunderts. Das Objekt gehört zu der Denkmalgruppe „Judenfriedhof Gandersheim“ mit der ID 33538351. | 33811218 | Weitere Bilder |

#### Baderstraße und Bahnhofstraße
| Lage                                     | Bezeichnung     | Beschreibung | ID       | Bild           |
| ---------------------------------------- | --------------- | --- | -------- | -------------- |
| Baderstraße 51° 52′ 17″ N, 10° 1′ 30″ O  | Gartenhaus      | Einzelbaudenkmal | 33811244 | BW             |
| Bahnhofstraße 51° 52′ 3″ N, 10° 1′ 12″ O | Empfangsgebäude | Das Empfangsgebäude des Bahnhof Bad Gandersheim ist ein zweigeschossiger Werksteinbau an der 1856 eröffneten Eisenbahnstrecke Börsum-Kreinsen-Holzminden | 33811291 | Weitere Bilder |
| Bahnhofstraße 51° 52′ 3″ N, 10° 1′ 12″ O | Bahnsteigdach   | | 33815045 |                |

#### Barfüßerkloster
Der Straßenname erinnert an das 1501 an dieser Stelle gegründete Franziskanerkloster. Nach dem Brand von 1834 wurden an der Ostseit der Straße zwei- und dreigeschossige, teilweise verkleidete, Fachwerkbauten errichtet.

| Lage                                           | Bezeichnung | Beschreibung | ID       | Bild           |
| ---------------------------------------------- | ----------- | --- | -------- | -------------- |
| Barfüßerkloster 1 51° 52′ 10″ N, 10° 1′ 33″ O  | Wohnhaus    | Einzelbaudenkmal | 33814859 |                |
| Barfüßerkloster 2 51° 52′ 10″ N, 10° 1′ 32″ O  | Wohnhaus    | Dreiachsiger Fachwerkbau auf hohem Sockelgeschoss. Das Objekt gehört zu der Denkmalgruppe „Barfüßerkloster 2-7“ mit der ID 33538476.    | 33811317 | Weitere Bilder |
| Barfüßerkloster 3 51° 52′ 9″ N, 10° 1′ 32″ O   | Wohnhaus    | Das Objekt gehört zu der Denkmalgruppe „Barfüßerkloster 2-7“ mit der ID 33538476.                                                       | 33811340 | Weitere Bilder |
| Barfüßerkloster 4 51° 52′ 9″ N, 10° 1′ 32″ O   | Wohnhaus    | Das Objekt gehört zu der Denkmalgruppe „Barfüßerkloster 2-7“ mit der ID 33538476.                                                       | 33811363 | Weitere Bilder |
| Barfüßerkloster 5 51° 52′ 9″ N, 10° 1′ 32″ O   | Wohnhaus    | Das Objekt gehört zu der Denkmalgruppe „Barfüßerkloster 2-7“ mit der ID 33538476.                                                       | 33811386 | Weitere Bilder |
| Barfüßerkloster 6 51° 52′ 9″ N, 10° 1′ 32″ O   | Wohnhaus    | Das Objekt gehört zu der Denkmalgruppe „Barfüßerkloster 2-7“ mit der ID 33538476.                                                       | 33811409 | Weitere Bilder |
| Barfüßerkloster 7 51° 52′ 9″ N, 10° 1′ 32″ O   | Wohnhaus    | Das Objekt gehört zu der Denkmalgruppe „Barfüßerkloster 2-7“ mit der ID 33538476.                                                       | 33811432 | Weitere Bilder |
| Barfüßerkloster 10 51° 52′ 9″ N, 10° 1′ 32″ O  | Wohnhaus    | Doppelgeschossiger Fachwerkbau von 1836, Einzelbaudenkmal                                                                               | 33810213 | BW             |
| Barfüßerkloster 11 51° 52′ 9″ N, 10° 1′ 31″ O  | Wohnhaus    | Doppelgeschossiger Fachwerkbau von 1835/36, Einzelbaudenkmal                                                                            | 33810213 | Weitere Bilder |
| Barfüßerkloster 15 51° 52′ 11″ N, 10° 1′ 31″ O | Rathaus     | Lang gestreckter Putzbau, 1896 für Lederfabrikant August Zaps auf dem Gelände der abgegangenen Wilhelmsburg errichtet, Einzelbaudenkmal | 33810240 | Weitere Bilder |

#### Bismarckstraße
Die Straße führt von der "Stiftsfreiheit" ostwärts. Anlässlich des 80. Geburtstags Bismarcks 1895 erhielt die ehemals als Neues Dorf bezeichnete Straße ihren heutigen Namen.

| Lage                                          | Bezeichnung | Beschreibung | ID       | Bild           |
| --------------------------------------------- | ----------- | --- | -------- | -------------- |
| Bismarckstraße 3 51° 52′ 10″ N, 10° 1′ 42″ O  | Wohnhaus    | Einzeldenkmal | 33811455 | Weitere Bilder |
| Bismarckstraße 6 51° 52′ 9″ N, 10° 1′ 45″ O   | Wohnhaus    | Das Objekt gehört zu der Denkmalgruppe „Bismarckstraße 5-7“ mit der ID 33538393.                                 | 33811500 | Weitere Bilder |
| Bismarckstraße 7 51° 52′ 9″ N, 10° 1′ 45″ O   | Wohnhaus    | Das Objekt gehört zu der Denkmalgruppe „Bismarckstraße 5-7“ mit der ID 33538393.                                 | 33811523 | Weitere Bilder |
| Bismarckstraße 10 51° 52′ 7″ N, 10° 1′ 51″ O  | Wohnhaus    | Freistehender villenartiger Ziegelbau mit Werksteingliederungen und Poligonalerker, 1897, Einzelbaudenkmal       | 33811546 | BW             |
| Bismarckstraße 17 51° 52′ 5″ N, 10° 1′ 59″ O  | Gymnasium   | Ehemaliges Realgymnasium, jetzt Roswitha-Gymnasium, stattlicher dreigliedriger Ziegelbau, 1894, Einzelbaudenkmal | 33811572 |                |
| Bismarckstraße 26 51° 52′ 7″ N, 10° 1′ 49″ O  | Wohnhaus    | Ehemaliges Armenhaus, doppelgeschossiger Fachwerkbau, 1831/33, Einzelbaudenkmal                                  | 33811736 | Weitere Bilder |
| Bismarckstraße 27 51° 52′ 7″ N, 10° 1′ 48″ O  | Wohnhaus    | Zweigeschossiger Fachwerkbau, 1882, Einzelbaudenkmal                                                             | 33811761 | Weitere Bilder |
| Bismarckstraße 35 51° 52′ 10″ N, 10° 1′ 43″ O | Wohnhaus    | Fachwerkbau, erste Hälfte 18. Jahrhundert, Einzeldenkmal                                                         | 33811787 | Weitere Bilder |
| Bismarckstraße 36 51° 52′ 10″ N, 10° 1′ 42″ O | Wohnhaus    | Fachwerkbau, Ende 19. Jahrhundert, Einzeldenkmal                                                                 | 33811813 | Weitere Bilder |
| Bismarckstraße 37 51° 52′ 10″ N, 10° 1′ 42″ O | Wohnhaus    | Fachwerkbau, Ende 19. Jahrhundert, Einzeldenkmal                                                                 | 33811836 | Weitere Bilder |
| Bismarckstraße 38 51° 52′ 10″ N, 10° 1′ 42″ O | Wohnhaus    | Fachwerkbau, Ende 19. Jahrhundert, Einzeldenkmal                                                                 | 33811859 | Weitere Bilder |
| Bismarckstraße 39 51° 52′ 10″ N, 10° 1′ 41″ O | Wohnhaus    | Einzeldenkmal | 33811882 | Weitere Bilder |
| Bismarckstraße 40 51° 52′ 10″ N, 10° 1′ 41″ O | Wohnhaus    | Einzeldenkmal | 33811909 | Weitere Bilder |
| Bismarckstraße 41 51° 52′ 10″ N, 10° 1′ 41″ O | Wohnhaus    | Das Objekt gehört zu der Denkmalgruppe „Bismarckstraße 41-42“ mit der ID 33538449.                               | 33811932 | Weitere Bilder |
| Bismarckstraße 42 51° 52′ 11″ N, 10° 1′ 40″ O | Wohnhaus    | Das Objekt gehört zu der Denkmalgruppe „Bismarckstraße 41-42“ mit der ID 33538449.                               | 33811955 | Weitere Bilder |

#### Braunschweiger Straße
| Lage                                               | Bezeichnung | Beschreibung     | ID       | Bild |
| -------------------------------------------------- | ----------- | ---------------- | -------- | ---- |
| Braunschweiger Straße 18 51° 52′ 2″ N, 10° 2′ 7″ O | Wohnhaus    | Einzelbaudenkmal | 33811977 | BW   |
| Braunschweiger Straße 19 51° 52′ 2″ N, 10° 2′ 6″ O | Wohnhaus    | Einzelbaudenkmal | 33812002 | BW   |

#### Burgstraße
Die Burgstraße war Teil der alten Fernhandelsstraße nach Hildesheim. Sie verläuft nordostwärts vom Marktplatz und findet in den Straßen "Am Plan", "Neustadt" und "Hildesheimer Straße" ihre Fortsetzung. 1582 wird sie noch als "Mühlstraße" erwähnt. Burgstraße hieß die mit Bürgerhäusern bebaute nördliche Seite des "Plan"s bis zum Abriss der Gebäude im Rahmen der Burgerweiterung und Schaffung der Platzanlage im Jahr 1530.

| Lage                                      | Bezeichnung             | Beschreibung | ID       | Bild           |
| ----------------------------------------- | ----------------------- | --- | -------- | -------------- |
| Burgstraße 2 51° 52′ 15″ N, 10° 1′ 30″ O  | Gasthaus                | Das Hotel zum Adler ist ein langgestreckter zweigeschossiger Fachwerkbau aus dem Jahr 1893. Einzelbaudenkmal                                | 33812027 | Weitere Bilder |
| Burgstraße 4 51° 52′ 16″ N, 10° 1′ 31″ O  | Wohnhaus                | Stockweise abgezimmerter Fachwerkbau, im Kern 18. Jahrhundert. Das Objekt gehört zu der Denkmalgruppe „Burgstraße 4-6“ mit der ID 33538588. | 33812053 | Weitere Bilder |
| Burgstraße 5 51° 52′ 17″ N, 10° 1′ 31″ O  | Wohnhaus                | Fachwerkbau, um 1800. Das Objekt gehört zu der Denkmalgruppe „Burgstraße 4-6“ mit der ID 33538588.                                          | 33812075 | Weitere Bilder |
| Burgstraße 6 51° 52′ 17″ N, 10° 1′ 32″ O  | Wohnhaus                | Fachwerkbau, um 1800. Das Objekt gehört zu der Denkmalgruppe „Burgstraße 4-6“ mit der ID 33538588.                                          | 33812097 | Weitere Bilder |
| Burgstraße 7 51° 52′ 16″ N, 10° 1′ 33″ O  | Wohn- und Geschäftshaus | Das Objekt gehört zu der Denkmalgruppe „Burgstraße 7-10 / Am Plan 1“ mit der ID 33538616.                                                   | 33812119 | Weitere Bilder |
| Burgstraße 8 51° 52′ 16″ N, 10° 1′ 33″ O  | Wohn- und Geschäftshaus | Das Objekt gehört zu der Denkmalgruppe „Burgstraße 7-10 / Am Plan 1“ mit der ID 33538616.                                                   | 33812142 | Weitere Bilder |
| Burgstraße 9 51° 52′ 16″ N, 10° 1′ 34″ O  | Wohn- und Geschäftshaus | | 33812165 | Weitere Bilder |
| Burgstraße 10 51° 52′ 16″ N, 10° 1′ 34″ O | Wohn- und Geschäftshaus | Das Objekt gehört zu der Denkmalgruppe „Burgstraße 7-10 / Am Plan 1“ mit der ID 33538616.                                                   | 33812189 | Weitere Bilder |

#### Clusberg und Fronhof
| Lage                                                        | Bezeichnung         | Beschreibung | ID       | Bild           |
| ----------------------------------------------------------- | ------------------- | --- | -------- | -------------- |
| Clusberg 51° 52′ 50″ N, 10° 0′ 30″ O                        | Turm                | Der Aussichtsturm, der sogenannter Wilhelmsturm ist ein ursprünglich fünfgeschossiger Turm auf quadratischer Grundfläche. Die Einweihung fand am 30. August 1900 statt. Es sind nur die massiven Bruchsteingeschosse, Erdgeschoss und das 1. Obergeschoss, erhalten. Die Fachwerkobergeschosse wurde 1975 abgetragen. | 33816085 |                |
| Clusberg, nahe dem Wilhelmsturm 51° 52′ 49″ N, 10° 0′ 31″ O | Denkmal             | Obelisk aus Sandstein, 1874 für Hoffmann von Fallersleben von der Liedertafel Concordia errichtet | 33816108 |                |
| Fronhof 1 51° 52′ 15″ N, 10° 1′ 34″ O                       | Wohn-/Geschäftshaus | Einzelbaudenkmal | 33812264 | Weitere Bilder |

#### Hagen
Die Straße Hagen wird 1399 erstmals urkundlich erwähnt. Durch bauliche Eingriffe wirkt der Althausbestand von Hagen 5 bis 10 und Am Plan 5 nicht sehr homogen. Vereinzelt reicht der Baubestand ins 16. Jahrhundert zurück.

| Lage                                 | Bezeichnung | Beschreibung | ID       | Bild           |
| ------------------------------------ | ----------- | --- | -------- | -------------- |
| Hagen 4 51° 52′ 15″ N, 10° 1′ 40″ O  | Gasthaus    | Einzelbaudenkmal | 33812289 | Weitere Bilder |
| Hagen 5 51° 52′ 16″ N, 10° 1′ 41″ O  | Wohnhaus    | Traufständiger Ständergeschossbau, vermutlich 16. Jahrhundert. Die hohen Ständer fassen das Erd- und Zwischengeschoss zusammen. Darauf sitzt in Balkenstärke das vorkragende Obergeschoss auf. Das Objekt gehört zu der Denkmalgruppe „Hagen 5-10, Am Plan 5“ mit der ID 32688670. | 33812313 | Weitere Bilder |
| Hagen 6 51° 52′ 15″ N, 10° 1′ 41″ O  | Wohnhaus    | Traufständiger Ständergschossbau, vermutlich 16. Jahrhundert. Die hohen Ständer fassen das Erd- und Zwischengeschoss zusammen. Darauf sitzt in Balkenstärke das vorkragende Obergeschoss auf. Das Objekt gehört zu der Denkmalgruppe „Hagen 5-10, Am Plan 5“ mit der ID 32688670.  | 33812336 | Weitere Bilder |
| Hagen 7 51° 52′ 15″ N, 10° 1′ 41″ O  | Wohnhaus    | Zweistöckiger, stockweise abgezimmerter Fachwerkbau, Ende 18. Jahrhundert. Das Objekt gehört zu der Denkmalgruppe „Hagen 5-10, Am Plan 5“ mit der ID 32688670. | 33812359 | Weitere Bilder |
| Hagen 8 51° 52′ 15″ N, 10° 1′ 41″ O  | Wohnhaus    | Zweistöckiger Fachwerkbau, vermutlich zweite Hälfte 18. Jahrhundert. Das Objekt gehört zu der Denkmalgruppe „Hagen 5-10, Am Plan 5“ mit der ID 32688670. | 33812382 | Weitere Bilder |
| Hagen 9 51° 52′ 15″ N, 10° 1′ 42″ O  | Wohnhaus    | Das Objekt gehört zu der Denkmalgruppe „Hagen 5-10, Am Plan 5“ mit der ID 32688670. | 33812405 | Weitere Bilder |
| Hagen 10 51° 52′ 14″ N, 10° 1′ 42″ O | Wohnhaus    | Fachwerkbau, 1834 durch Amtszimmermeister Johann Heinrich Schuhmann errichtet, Erdgeschoss durch späteren Ladeneinbau gestört. Das Objekt gehört zu der Denkmalgruppe „Hagen 5-10, Am Plan 5“ mit der ID 32688670.                                                                 | 33812428 | Weitere Bilder |

#### Hennebergstraße
| Lage                                          | Bezeichnung | Beschreibung | ID       | Bild           |
| --------------------------------------------- | ----------- | --- | -------- | -------------- |
| Hennebergstraße 2 51° 52′ 17″ N, 10° 1′ 31″ O | Wohnhaus    | Fachwerkbau, Ende 18. Jahrhundert. Das Objekt gehört zu der Denkmalgruppe „Hennebergstraße 2-3“ mit der ID 33538602. | 33812451 | Weitere Bilder |
| Hennebergstraße 3 51° 52′ 18″ N, 10° 1′ 31″ O | Wohnhaus    | Fachwerkbau, um 1700. Das Objekt gehört zu der Denkmalgruppe „Hennebergstraße 2-3“ mit der ID 33538602.              | 33812475 | Weitere Bilder |
| Hennebergstraße 8 51° 52′ 19″ N, 10° 1′ 31″ O | Wohnhaus    | Fachwerkbau, zweite Hälfte 18. Jahrhundert. Einzelbaudenkmal                                                         | 33812498 | Weitere Bilder |

#### Hildesheimer Straße
Die Hildesheimer Straße ist die Fortsetzung der Straße Neustadt in Richtung Nordosten. Die Bauten vom Ende des 19. Jahrhunderts bis Anfang des 20. Jahrhunderts zeugen vom aufkommenden Kurbetrieb der Zeit der Jahrhundertwende.

| Lage                                              | Bezeichnung     | Beschreibung | ID       | Bild |
| ------------------------------------------------- | --------------- | --- | -------- | ---- |
| Hildesheimer Straße 51° 52′ 29″ N, 10° 2′ 3″ O    | Eisenbahnbrücke | Bogenbrücke aus Natursteinquadern für die 1901 eröffnete Bahnlinie Bad Gandersheim-Hildesheim, Einzelbaudenkmal | 33812523 | BW   |
| Hildesheimer Straße 2 51° 52′ 24″ N, 10° 1′ 49″ O | Wohnhaus        | Zweigeschossiger Putzbau, 1913 für Kreismaurermeister Friedrich Wilhelm Leopold Prahmann errichtet. Das Objekt gehört zu der Denkmalgruppe „Hildesheimer Straße 2-5“ mit der ID 33538238.                                       | 33812575 | BW   |
| Hildesheimer Straße 3 51° 52′ 26″ N, 10° 1′ 50″ O | Wohnhaus        | Stattlicher Ziegelbau, 1889 für Kreismaurermeister Friedrich Prahmann erbaut. Das Objekt gehört zu der Denkmalgruppe „Hildesheimer Straße 2-5“ mit der ID 33538238.                                                             | 33812602 | BW   |
| Hildesheimer Straße 4 51° 52′ 26″ N, 10° 1′ 51″ O | Wohnhaus        | Eineinhalbgeschossiger villenartiger Ziegelbau, für den Fabrikanten August Schütte. Das Objekt gehört zu der Denkmalgruppe „Hildesheimer Straße 2-5“ mit der ID 33538238.                                                       | 33812624 | BW   |
| Hildesheimer Straße 5 51° 52′ 27″ N, 10° 1′ 52″ O | Wohnhaus Ballin | Repräsentative Villa, 1889 für Kaufmann Louis Ballin, den Vorsteher der jüdischen Gemeinde, Stadtverordneten und Mitglied des Magistrats. Das Objekt gehört zu der Denkmalgruppe „Hildesheimer Straße 2-5“ mit der ID 33538238. | 33812646 | BW   |
| Hildesheimer Straße 7 51° 52′ 31″ N, 10° 2′ 5″ O  | Wohnhaus        | Dreigeschossiger Putzbau, 1879 für Kreismaurermeister August Schüßler als Badehotel errichtet, Einzelbaudenkmal | 33812668 | BW   |

#### Marienkloster
| Lage                                        | Bezeichnung | Beschreibung                                                                    | ID       | Bild           |
| ------------------------------------------- | ----------- | ------------------------------------------------------------------------------- | -------- | -------------- |
| Marienkloster 5 51° 52′ 9″ N, 10° 1′ 41″ O  | Wohnhaus    | Das Objekt gehört zu der Denkmalgruppe „Marienkloster 5-8“ mit der ID 33538421. | 33812746 | BW             |
| Marienkloster 6 51° 52′ 9″ N, 10° 1′ 41″ O  | Wohnhaus    | Das Objekt gehört zu der Denkmalgruppe „Marienkloster 5-8“ mit der ID 33538421. | 33812769 | BW             |
| Marienkloster 7 51° 52′ 9″ N, 10° 1′ 41″ O  | Wohnhaus    | Das Objekt gehört zu der Denkmalgruppe „Marienkloster 5-8“ mit der ID 33538421. | 33812792 | BW             |
| Marienkloster 8 51° 52′ 9″ N, 10° 1′ 42″ O  | Wohnhaus    | Das Objekt gehört zu der Denkmalgruppe „Marienkloster 5-8“ mit der ID 33538421. | 33812815 | Weitere Bilder |
| Marienkloster 10 51° 52′ 9″ N, 10° 1′ 43″ O | Wohnhaus    | Einzeldenkmal                                                                   | 33812838 | Weitere Bilder |

#### Markt
Der Markt gehört zum "Historischen Ortskern" der Stadt.

| Lage                                      | Bezeichnung                   | Beschreibung | ID       | Bild           |
| ----------------------------------------- | ----------------------------- | --- | -------- | -------------- |
| Markt 51° 52′ 14″ N, 10° 1′ 29″ O         | Platzfläche                   | Das Objekt gehört zu der Denkmalgruppe „Markt 1-10“ mit der ID 33538729. | 33812864 | Weitere Bilder |
| Markt 1 51° 52′ 14″ N, 10° 1′ 28″ O       | Ehemaliges Hotel Weißes Ross  | Zwei Ende des 18. Jahrhunderts zusammengelegte Fachwerkgebäude. Südlicher und nördlicher Teil sind jeweils dreistöckige Satteldachbauten. Der nördliche Teil trägt zudem ein Zwerchhaus. Das Objekt gehört zu der Denkmalgruppe „Markt 1-10“ mit der ID 33538729. | 33812887 | Weitere Bilder |
| Markt 2 51° 52′ 14″ N, 10° 1′ 28″ O       | Wohn- und Geschäftshaus       | Dreistöckiger Fachwerkbau, laut Schwellbalkeninschrift 1581 erbaut, in der zweiten Hälfte des 18. Jahrhunderts umgebaut. Das Objekt gehört zu der Denkmalgruppe „Markt 1-10“ mit der ID 33538729. | 33812910 | Weitere Bilder |
| Markt 3 51° 52′ 14″ N, 10° 1′ 28″ O       | Wohn- und Geschäftshaus       | Dreistöckiger Fachwerkbau an der Ecke zum Steinweg, bauinschriftlich auf 1581 datiert. Das Objekt gehört zu der Denkmalgruppe „Markt 1-10“ mit der ID 33538729. | 33812932 | Weitere Bilder |
| Markt 4 51° 52′ 15″ N, 10° 1′ 28″ O       | Wohnhaus                      | Dreistöckiger, stockwerksweise abgezimmerter Bau aus dem frühen 19. Jahrhundert. Das Objekt gehört zu der Denkmalgruppe „Markt 1-10“ mit der ID 33538729. | 33812955 | Weitere Bilder |
| Markt 5 51° 52′ 15″ N, 10° 1′ 29″ O       | Wohnhaus                      | Dreistöckiger, stockwerksweise abgezimmerter Bau aus dem frühen 19. Jahrhundert. Das Objekt gehört zu der Denkmalgruppe „Markt 1-10“ mit der ID 33538729. | 33812978 | Weitere Bilder |
| Markt 6 51° 52′ 15″ N, 10° 1′ 30″ O       | Wohnhaus                      | Das Objekt gehört zu der Denkmalgruppe „Markt 1-10“ mit der ID 33538729. | 33813001 | BW             |
| Markt 8 51° 52′ 14″ N, 10° 1′ 30″ O       | Wohnhaus, sogenannter Bracken | Zweigeschossiger Bruchsteinbau mit Fachwerkoberstock, 1473 für den Amtmann Johannes Steinmann von Baumeister Hermann Müller errichtet. Das Objekt gehört zu der Denkmalgruppe „Markt 1-10“ mit der ID 33538729. | 33813023 | Weitere Bilder |
| Markt 9 51° 52′ 14″ N, 10° 1′ 31″ O       | Wohnhaus                      | Dreigeschossiger Fachwerkbau mit reicher Verzierung, laut Bauinschrift 1552 für Kaufmann und Ratsherr Harmen Blanken errichtet. Im Bereich der Oberstockvorkragung findet man zahlreiche Taubalken, profilierte Knaggen und Schiffskehlen vor. Die Ständer und Winkelhölzern der oberen Stockwerke sind mit verschiedenen Fächerrosetten verziert. Zwischen Erd- und Zwischengeschoss ist ein sogenannter Vorhangbogen eingefügt. Das Objekt gehört zu der Denkmalgruppe „Markt 1-10“ mit der ID 33538729. | 33813046 | Weitere Bilder |
| Marktplatz 10 51° 52′ 13″ N, 10° 1′ 29″ O | Rathaus                       | Am Schnittpunkt zwischen Stiftsbezirk und Marktsiedlung gelegener zweigeteilter Bau. Der östliche Teil entstammt der ehemaligen Marktkirche, deren Turm das Gebäude teilt. Die Marktkirche wurde 1378 erstmals erwähnt und von der Abtei an die Stadt später verkauft. Der westliche Teil ist das eigentliche, außerhalb des Stiftsbezirks gelegene Rathaus, das 1432 erstmals erwähnt wurde. Am 22. November 1580 ist die Marktkirche und das Rathaus bis auf die Grundmauern abgebrannt. Nach der Einführung der Reformation wurde die Marktkirche nicht mehr als Kirche genutzt, so dass der Wiederaufbau als neues Rathaus erfolgte. Das Objekt gehört zu der Denkmalgruppe „Markt 1-10“ mit der ID 33538729. | 33813068 | Weitere Bilder |

#### Moritzstraße
Die Moritzstraße erstreckt sich vom Marktplatz Richtung Süden zum abgegangenen Galgentor. Der Straßenname taucht erstmals 1669 auf und nimmt Bezug auf die Moritzkirche, die ehemalige Marktkirche.

| Lage                                           | Bezeichnung             | Beschreibung | ID       | Bild           |
| ---------------------------------------------- | ----------------------- | --- | -------- | -------------- |
| Moritzstraße 15 51° 52′ 11″ N, 10° 1′ 27″ O    | Wohn- und Geschäftshaus | Fünfachsiger traufständiger Fachwerkbau, bauinschriftlich auf 1678 datiert, Einzelbaudenkmal | 33813090 | Weitere Bilder |
| Moritzstraße 18 51° 52′ 12″ N, 10° 1′ 27″ O    | Wohn-/Geschäftshaus     | Verputzer Fachwerkbau, um 1600. Das Objekt gehört zu der Denkmalgruppe „Moritzstraße 18-20“ mit der ID 33538490. | 33813114 | Weitere Bilder |
| Moritzstraße 19/20 51° 52′ 12″ N, 10° 1′ 27″ O | Wohn-/Geschäftshaus     | Aus drei separaten Häusern entstandener traufständiger Fachwerkbau aus der zweiten Hälfte des 18. Jahrhunderts. Erdgeschoss völlig entkernt. Das Objekt gehört zu der Denkmalgruppe „Moritzstraße 18-20“ mit der ID 33538490. | 33813136 | Weitere Bilder |
| Moritzstraße 22 51° 52′ 13″ N, 10° 1′ 28″ O    | Wohn- und Geschäftshaus | Fachwerkbau aus der zweiten Hälfte des 18. Jahrhunderts, Einzelbaudenkmal | 33813158 | Weitere Bilder |
| Moritzstraße 30 51° 52′ 11″ N, 10° 1′ 29″ O    | Wohnhaus                | Fachwerkbau, wohl 2. Hälfte des 16. Jahrhunderts, Einzelbaudenkmal | 33813179 | Weitere Bilder |
| Moritzstraße 39 51° 52′ 8″ N, 10° 1′ 29″ O     | Wohn- und Geschäftshaus | Doppelgeschossiger Putzbau von 1905/05, Einzelbaudenkmal | 33813202 | Weitere Bilder |

#### Neue Straße
Die Neue Straße liegt außerhalb der Altstadt und führt von der Moritzstraße nach Westen. In ihr sind meist freistehende villenartige Massivbauten mit Vorgärten zu finden.

| Lage                                     | Bezeichnung | Beschreibung                                                                           | ID       | Bild |
| ---------------------------------------- | ----------- | -------------------------------------------------------------------------------------- | -------- | ---- |
| Neue Straße 1 51° 52′ 6″ N, 10° 1′ 26″ O | Wohnhaus    | Zweigeschossiger Ziegelbau in Ecklage, 1888                                            | 33813227 | BW   |
| Neue Straße 2 51° 52′ 7″ N, 10° 1′ 25″ O | Wohnhaus    | Zweigeschossiger Ziegelbau, 1898                                                       | 33813253 | BW   |
| Neue Straße 3 51° 52′ 6″ N, 10° 1′ 25″ O | Wohnhaus    | Holzverschalter Fachwerkbau, um 1870/80                                                | 33813280 | BW   |
| Neue Straße 4 51° 52′ 7″ N, 10° 1′ 24″ O | Wohnhaus    | Villenartiger dreigeschossiger Putzbau, 1901–02 für Kreisphysikus Dr. Zimmer errichtet | 33813306 | BW   |
| Neue Straße 25 51° 52′ 6″ N, 10° 1′ 9″ O | Villa       | Die Villa Margarethe wurde für Molkereibesitzer Wilhelm Veth im Jahre 1894 errichtet.  | 33813332 | BW   |
| Neue Straße 29 51° 52′ 3″ N, 10° 1′ 8″ O | Villa       |                                                                                        | 33813359 | BW   |

#### Neustadt
Die Straße wird erstmals 1569 als Neustadt erwähnt. Zuvor wurde sie als Vorstadt bezeichnet. Am Übergang der Altstadt zur Neustadt wurde das Hagentor errichtet. Die Stadtbefestigung wurde um ein äußeres Tor ergänzt, wie die 1466 bezeugte Lagebezeichnung "Zwischen den Hagentoren" zum Ausdruck bringt.

| Lage                                     | Bezeichnung         | Beschreibung | ID       | Bild           |
| ---------------------------------------- | ------------------- | --- | -------- | -------------- |
| Neustadt 2 51° 52′ 18″ N, 10° 1′ 43″ O   | Wohnhaus            | Zweistöckiger Fachwerkbau, um 1660, Einzelbaudenkmal                                                                                             | 33813383 | Weitere Bilder |
| Neustadt 3/4 51° 52′ 18″ N, 10° 1′ 43″ O | Wohnhaus            | Putz- und Ziegelbau, 1900, Einzelbaudenkmal | 33813408 | Weitere Bilder |
| Neustadt 5 51° 52′ 18″ N, 10° 1′ 44″ O   | Wohn-/Geschäftshaus | Das Objekt gehört zu der Denkmalgruppe „Neustadt 5-9“ mit der ID 33538672.                                                                       | 33813431 | Weitere Bilder |
| Neustadt 6 51° 52′ 19″ N, 10° 1′ 44″ O   | Wohn-/Geschäftshaus | Das Objekt gehört zu der Denkmalgruppe „Neustadt 5-9“ mit der ID 33538672.                                                                       | 33811646 | Weitere Bilder |
| Neustadt 7 51° 52′ 19″ N, 10° 1′ 44″ O   | Wohn-/Geschäftshaus | Stockwerksweise abgezimmerter Fachwerkbau, wohl Ende 17. Jahrhundert. Das Objekt gehört zu der Denkmalgruppe „Neustadt 5-9“ mit der ID 33538672. | 33811669 | Weitere Bilder |
| Neustadt 8 51° 52′ 19″ N, 10° 1′ 45″ O   | Wohn-/Geschäftshaus | Stockwerksweise abgezimmerter Fachwerkbau, 1661. Das Objekt gehört zu der Denkmalgruppe „Neustadt 5-9“ mit der ID 33538672.                      | 33811692 | Weitere Bilder |
| Neustadt 9 51° 52′ 19″ N, 10° 1′ 45″ O   | Wohn-/Geschäftshaus | Zweigeschossiger holzverschalter Fachwerkbau, 1883. Das Objekt gehört zu der Denkmalgruppe „Neustadt 5-9“ mit der ID 33538672.                   | 33811714 | Weitere Bilder |
| Neustadt 13 51° 52′ 18″ N, 10° 1′ 44″ O  | Wohnhaus            | Zweigeschossiger Fachwerkbau. Das Objekt gehört zu der Denkmalgruppe „Dorfkern Marxen“ mit der ID 26969447.                                      | 33813454 | Weitere Bilder |
| Neustadt 14 51° 52′ 18″ N, 10° 1′ 44″ O  | Wohnhaus            | Das Objekt gehört zu der Denkmalgruppe „Dorfkern Marxen“ mit der ID 26969447.                                                                    | 33813477 | Weitere Bilder |

#### Sankt-Georg-Straße
| Lage                                           | Bezeichnung      | Beschreibung | ID       | Bild           |
| ---------------------------------------------- | ---------------- | --- | -------- | -------------- |
| Sankt-Georg-Straße 51° 52′ 17″ N, 10° 1′ 13″ O | Kirche St. Georg | Die Kirche mit Westturm geht im Kern auf das 12. Jahrhundert zurück. Sie war die eigentliche Pfarrkirche im Mittelalter und lag außerhalb der Stadtmauern. Das Objekt gehört zu der Denkmalgruppe „Kirchhof St. Georg“ mit der ID 33538364. | 33813578 | Weitere Bilder |
| Sankt-Georg-Straße 51° 52′ 18″ N, 10° 1′ 10″ O | Kirchhof         | Das Objekt gehört zu der Denkmalgruppe „Kirchhof St. Georg“ mit der ID 33538364. | 33813622 | Weitere Bilder |
| Sankt-Georg-Straße 51° 52′ 17″ N, 10° 1′ 11″ O | Denkmal          | Für die Gefallenen des Ersten Weltkriegs. Das Objekt gehört zu der Denkmalgruppe „Kirchhof St. Georg“ mit der ID 33538364. | 33813601 | Weitere Bilder |

#### Steinweg
Der Steinweg verläuft vom Marktplatz nahezu geradlinig nach Westen bis zum ehemaligen Georgstor. Bereits 1364 wird dieser Abschnitt als Großer Steinweg erwähnt. Dann biegt die Straße nach Nordwesten ab und führt nach der Überquerung der Grande zur Kirche St. Georg. Diese Abschnitt wurde früher als Kleiner Steinweg bezeichnet.

| Lage                                        | Bezeichnung                            | Beschreibung | ID       | Bild           |
| ------------------------------------------- | -------------------------------------- | --- | -------- | -------------- |
| Steinweg 1 51° 52′ 14″ N, 10° 1′ 27″ O      | Wohnhaus                               | Dreigeschossiger Ständergeschossbau, vermutlich kurz nach 1580 erbaut, Erdgeschoss modern verändert                                                                                                | 33813760 | Weitere Bilder |
| Steinweg 2 51° 52′ 14″ N, 10° 1′ 26″ O      | Wohnhaus                               | | 33813808 | Weitere Bilder |
| Steinweg 3 51° 52′ 14″ N, 10° 1′ 26″ O      | Wohnhaus                               | Dreigeschossiger Ständergeschossbau, vermutlich um 1603 erbaut | 33813808 | Weitere Bilder |
| Steinweg 5 51° 52′ 14″ N, 10° 1′ 25″ O      | Wohnhaus                               | Dreigeschossiger Ständergeschossbau, um 1580 erbaut | 33813833 | Weitere Bilder |
| Steinweg 10 51° 52′ 14″ N, 10° 1′ 22″ O     | Wohnhaus                               | | 33813858 | Weitere Bilder |
| Steinweg 11 51° 52′ 14″ N, 10° 1′ 22″ O     | Wohnhaus                               | | 33813881 | Weitere Bilder |
| Steinweg 12 51° 52′ 14″ N, 10° 1′ 22″ O     | Wohnhaus                               | | 33813903 | Weitere Bilder |
| Steinweg 13 51° 52′ 14″ N, 10° 1′ 21″ O     | Wohnhaus                               | | 33813925 | Weitere Bilder |
| Steinweg 14 51° 52′ 14″ N, 10° 1′ 21″ O     | Wohnhaus                               | | 33813948 | Weitere Bilder |
| Steinweg 15 51° 52′ 14″ N, 10° 1′ 21″ O     | Wohnhaus                               | | 33813971 | Weitere Bilder |
| Steinweg 16 51° 52′ 14″ N, 10° 1′ 20″ O     | Wohnhaus                               | | 33813994 | Weitere Bilder |
| Steinweg 17 51° 52′ 14″ N, 10° 1′ 20″ O     | Wohnhaus                               | | 33814017 | Weitere Bilder |
| Steinweg 18 51° 52′ 14″ N, 10° 1′ 19″ O     | Wohnhaus                               | Zweistöckiger Fachwerkbau mit Mansarddach und klassizistischer Haustür | 33814040 | Weitere Bilder |
| Steinweg 19 51° 52′ 14″ N, 10° 1′ 18″ O     | Ehemaliges Hospital zum Heiligen Geist | Auf dem Areal Steinweg 19 bis 20a und Pump befand sich einst das 1238 gegründete Hospital zum Heiligen Geist. Der giebelständige Fachwerkbau Steinweg 19 von 1763 ist als einziges davon erhalten. | 33814063 | Weitere Bilder |
| Steinweg 20 51° 52′ 14″ N, 10° 1′ 18″ O     | Wohnhaus                               | | 33814085 | Weitere Bilder |
| Steinweg 23 51° 52′ 16″ N, 10° 1′ 16″ O     | Wohnhaus                               | | 33814108 | Weitere Bilder |
| Steinweg 24 51° 52′ 16″ N, 10° 1′ 17″ O     | Haupthaus                              | Nachfolgebau der ehemaligen Georgsmühle. Das Objekt gehört zu der Denkmalgruppe „Georgsmühle“ mit der ID 33538518.                                                                                 | 33814134 | Weitere Bilder |
| Steinweg 24 51° 52′ 17″ N, 10° 1′ 14″ O     | Stauwehr der ehemaligen Georgsmühle    | Das Objekt gehört zu der Denkmalgruppe „Georgsmühle“ mit der ID 33538518. | 33814204 | Weitere Bilder |
| Steinweg 24a 51° 52′ 17″ N, 10° 1′ 16″ O    | Scheune                                | Das Objekt gehört zu der Denkmalgruppe „Georgsmühle“ mit der ID 33538518. | 33814158 | Weitere Bilder |
| Steinweg 24/24a 51° 52′ 16″ N, 10° 1′ 16″ O | Wirtschaftsgebäude                     | Das Objekt gehört zu der Denkmalgruppe „Georgsmühle“ mit der ID 33538518. | 33814181 | Weitere Bilder |
| Steinweg 25 51° 52′ 16″ N, 10° 1′ 18″ O     | Wohnhaus                               | Geschützt nach § 3(2) NDSchG | 33814227 | Weitere Bilder |
| Steinweg 29 51° 52′ 15″ N, 10° 1′ 19″ O     | Wohnhaus                               | | 33814253 | Weitere Bilder |
| Steinweg 30 51° 52′ 15″ N, 10° 1′ 19″ O     | Wohnhaus                               | | 33814276 | Weitere Bilder |
| Steinweg 33 51° 52′ 15″ N, 10° 1′ 21″ O     | Wohnhaus                               | |          | Weitere Bilder |
| Steinweg 40 51° 52′ 15″ N, 10° 1′ 24″ O     | Wohnhaus                               | Zweigeschossiger traufständiger Ständer-Geschossbau, aufgrund der Zierformen des Fachwerks auf die zweite Hälfte des 16. Jahrhunderts datiert                                                      |          | Weitere Bilder |
| Steinweg 41 51° 52′ 15″ N, 10° 1′ 25″ O     | Wohnhaus                               | Zweigeschossiger traufständiger Fachwerksbau, 1661 für den Bürgermeister und Ratsherrn Heinrich Krumauge errichtet                                                                                 | 33814321 | Weitere Bilder |
| Steinweg 42 51° 52′ 15″ N, 10° 1′ 25″ O     | Wohnhaus                               | Zweigeschossiger traufständiger Fachwerksbau, 1661 errichtet | 33814344 | Weitere Bilder |
| Steinweg 43 51° 52′ 15″ N, 10° 1′ 26″ O     | Wohnhaus                               | Fachwerkbau mit verändertem Erdgeschoss | 33814367 | Weitere Bilder |
| Steinweg 44 51° 52′ 15″ N, 10° 1′ 26″ O     | Wohnhaus                               | Fachwerkbau mit verändertem Erdgeschoss, evtl. nicht mehr im aktuellen Denkmalverzeichnis |          | Weitere Bilder |
| Steinweg 45 51° 52′ 15″ N, 10° 1′ 27″ O     | Wohnhaus                               | Fachwerkbau mit verändertem Erdgeschoss, evtl. nicht mehr im aktuellen Denkmalverzeichnis |          | Weitere Bilder |
| Steinweg 46 51° 52′ 15″ N, 10° 1′ 27″ O     | Wohnhaus                               | Fachwerkbau mit verändertem Erdgeschoss | 33814390 | Weitere Bilder |
| Steinweg 47 51° 52′ 15″ N, 10° 1′ 27″ O     | Wohnhaus                               | Fachwerkbau mit verändertem Erdgeschoss | 33814413 | Weitere Bilder |
| Steinweg 48 51° 52′ 15″ N, 10° 1′ 28″ O     | Wohnhaus                               | Fachwerkbau mit verändertem Erdgeschoss | 33814436 | Weitere Bilder |

#### Stiftsfreiheit
Der Stiftsbezirk ist aus der mittelalterlichen Stiftsburg hervorgegangen. Neben der Stiftskirche und der Abtei gehörten eine größere Anzahl von Wohn- und Wirtschaftsgebäuden zur Stiftsanlage. Das Areal umfasst neben der Stiftsfreiheit die Straßen Frohnhof, Burgstraße, Am Plan, Hagen und An der Tummelburg.

| Lage                                          | Bezeichnung         | Beschreibung | ID       | Bild           |
| --------------------------------------------- | ------------------- | --- | -------- | -------------- |
| Stiftsfreiheit 51° 52′ 13″ N, 10° 1′ 34″ O    | Kirche              | Die ehemalige Stiftskirche St. Anastasius und Innocentius ist ein Einzelbaudenkmal. | 33814504 | Weitere Bilder |
| Stiftsfreiheit 51° 52′ 12″ N, 10° 1′ 32″ O    | Platzfläche         | Einzelbaudenkmal | 33812864 |                |
| Stiftsfreiheit 1 51° 52′ 14″ N, 10° 1′ 32″ O  | Pfarrhaus           | Einzelbaudenkmal | 33814482 | Weitere Bilder |
| Stiftsfreiheit 3 51° 52′ 14″ N, 10° 1′ 36″ O  | Stiftsgebäude       | Zweigeschossiger Massivbau, ab 1726 errichtet, Einzelbaudenkmal | 33814528 | Weitere Bilder |
| Stiftsfreiheit 4 51° 52′ 13″ N, 10° 1′ 37″ O  | Stiftsgebäude       | Zweigeschossiger L-förmiger Massivbau, repräsentativer Schaugiebel zur Stiftsfreiheit, Einzelbaudenkmal | 33814553 | Weitere Bilder |
| Stiftsfreiheit 5 51° 52′ 11″ N, 10° 1′ 38″ O  | Polizeigebäude      | Ehemalige Töchterschule, jetzt Polizei, zweigeschossiger Putzbau, 1844/46, Einzelbaudenkmal | 33814578 | Weitere Bilder |
| Stiftsfreiheit 6 51° 52′ 11″ N, 10° 1′ 37″ O  | Pfarrhaus           | Zweistöckiger Fachwerkbau auf hohem Bruchsteinsockel mit zwei doppelläufigen Freitreppen, laut Inschrift auf der Wetterfahne 1711 vom Hofgerichtsassessor und Kanoniker (1694–1712) Christian Philipp Probst erbaut, 1883 Zweiteilung des Gebäudes, Einzelbaudenkmal | 33814604 | Weitere Bilder |
| Stiftsfreiheit 7 51° 52′ 11″ N, 10° 1′ 36″ O  | Wohnhaus            | Kath. Pfarrhaus, Einzelbaudenkmal | 33814626 | Weitere Bilder |
| Stiftsfreiheit 8 51° 52′ 11″ N, 10° 1′ 35″ O  | Wohnhaus            | Zweistöckiger traufständiger verputzter Bau von 1833 auf der ehemaligen Parzelle der einstigen Kurie der Ritter von Gandersheim, Einzelbaudenkmal | 33814649 | Weitere Bilder |
| Stiftsfreiheit 9 51° 52′ 11″ N, 10° 1′ 34″ O  | Wohnhaus            | Dreistöckiger klassizistischer verputzter Fachwerkbau von 1833 auf der ehemaligen Parzelle der einstigen Kurie der Ritter von Gandersheim, lange Zeit Firmensitz des Buchdruckers Carl Friedrich Hertel (1833–1871), Einzelbaudenkmal                                | 33814671 | Weitere Bilder |
| Stiftsfreiheit 10 51° 52′ 11″ N, 10° 1′ 33″ O | Wohn-/Geschäftshaus | Doppelstöckiger verkleideter Fachwerkbau an der Ecke zur Straße Barfüßerkloster, 1840 an der Stelle wo im Mittelalter das Haus der Kaland-Bruderschaft stand errichtet, Einzelbaudenkmal                                                                             | 33814693 | Weitere Bilder |
| Stiftsfreiheit 11 51° 52′ 11″ N, 10° 1′ 33″ O | Wohn-/Geschäftshaus | Zweigeschossiger verputzter Fachwerkbau von 1883, Einzelbaudenkmal | 33814716 | Weitere Bilder |
| Stiftsfreiheit 12 51° 52′ 11″ N, 10° 1′ 32″ O | Wohn-/Geschäftshaus | Einzelbaudenkmal | 33814739 | Weitere Bilder |
| Stiftsfreiheit 13 51° 52′ 12″ N, 10° 1′ 31″ O | Wohn-/Geschäftshaus | Zweigeschossiger Ziegelbau, 1875 für den Braumeister Christoph Schulze errichtet, Einzelbaudenkmal | 33814765 | Weitere Bilder |
| Stiftsfreiheit 14 51° 52′ 12″ N, 10° 1′ 30″ O | Wohnhaus            | Stockwerksweise abgezimmerter zweistöckiger Fachwerkbau von 1755, Einzelbaudenkmal | 33814788 | Weitere Bilder |
| Stiftsfreiheit 15 51° 52′ 12″ N, 10° 1′ 30″ O | Wohnhaus            | Zweistöckiger Fachwerkbau mit Halbwalmbedachung, zwei Hausstellen zusammenfassend, stark verändert, Einzelbaudenkmal | 33814810 | Weitere Bilder |

#### Pump
| Lage                               | Bezeichnung | Beschreibung | ID | Bild           |
| ---------------------------------- | ----------- | ------------ | -- | -------------- |
| Pump 2 51° 52′ 15″ N, 10° 1′ 17″ O | Wohnhaus    |              |    | Weitere Bilder |
| Pump 3 51° 52′ 15″ N, 10° 1′ 17″ O | Wohnhaus    |              |    | Weitere Bilder |

### Ackenhausen
| Lage                                         | Bezeichnung              | Beschreibung | ID       | Bild |
| -------------------------------------------- | ------------------------ | --- | -------- | ---- |
| An der Wanne 9 51° 53′ 28″ N, 10° 4′ 6″ O    | Wohn-/Wirtschaftsgebäude | Dreiseithof mit Wohnwirtschaftsgebäude von 1904 an der Westseite, im Süden Ziegenstall, an der Ostseite Fachwerkscheune. Das Objekt gehört zu der Denkmalgruppe „Ackenhausen 9/10“ mit der ID 32688670. | 33815652 | BW   |
| An der Wanne 9 51° 53′ 28″ N, 10° 4′ 5″ O    | Scheune                  | Das Objekt gehört zu der Denkmalgruppe „Ackenhausen 9/10“ mit der ID 32688670. | 33815626 | BW   |
| An der Wanne 10 51° 53′ 29″ N, 10° 4′ 8″ O   | Scheune                  | Das Objekt gehört zu der Denkmalgruppe „Ackenhausen 9/10“ mit der ID 32688670. | 33815678 | BW   |
| Bachstraße 6 51° 53′ 26″ N, 10° 4′ 0″ O      | Wohnhaus                 | Das ehemalige Wohnhaus des Gemeinde-Hirten ist ein Fachwerkbau aus der Mitte 18. Jahrhundert, Einzelbaudenkmal | 33815729 | BW   |
| Kirchring 1 51° 53′ 26″ N, 10° 4′ 8″ O       | Kapelle                  | Die Kapelle ist ein verputzter Bruchsteinbau, der bauinschriftlich auf 1703 zurück geht. Der Ostteil der Kapell ist im Obergeschoss aus Fachwerk, Über dem ´Westteil der Kapelle befindet sich auf dem Satteldach ein Dachreiter. Das Objekt gehört zu der Denkmalgruppe„Kirchhof Ackenhausen“ mit der ID 33538745. | 33815781 | BW   |
| Kirchring 1 51° 53′ 26″ N, 10° 4′ 8″ O       | Kirchhof                 | Das Objekt gehört zu der Denkmalgruppe„Kirchhof Ackenhausen“ mit der ID 33538745. | 33815806 | BW   |
| Kirchring 2 51° 53′ 26″ N, 10° 4′ 6″ O       | Herrenhaus               | Zweigeschossiger Fachwerkbau, 1690, Einzelbaudenkmal | 33815704 | BW   |
| Unterm Baumhof 3 51° 53′ 27″ N, 10° 3′ 54″ O | Wohn-/Wirtschaftsgebäude | Zweigeschossiger, stockwerksweise abgezimmerter Fachwerkbau von 1821, Einzelbaudenkmal | 33815600 | BW   |

### Altgandersheim
| Lage                                     | Bezeichnung           | Beschreibung                                                                                    | ID       | Bild |
| ---------------------------------------- | --------------------- | ----------------------------------------------------------------------------------------------- | -------- | ---- |
| Kampstraße 51° 54′ 22″ N, 10° 2′ 38″ O   | Kirche                | Saalbau von 1816, Turm wohl spätmittelalterlich mit der Jahreszahl 1561 an der spitzbogigen Tür | 33815930 |      |
| Kampstraße 1 51° 54′ 22″ N, 10° 2′ 30″ O | Scheune               | Fachwerkbau von 1865 (Bauinschrift)                                                             | 33815878 | BW   |
| Rük 17 51° 54′ 22″ N, 10° 2′ 29″ O       | Scheune               | Fachwerkbau von 1878 (Bauinschrift)                                                             | 33815904 | BW   |
| 51° 54′ 35″ N, 10° 1′ 51″ O              | Eisenbahn-Bogenbrücke | Sandsteinquaderbau bei km 6,1 der 1901 eröffneten Strecke Gandersheim-Hildesheim                | 33815828 | BW   |
| 51° 54′ 53″ N, 10° 1′ 28″ O              | Eisenbahn-Bogenbrücke | Sandsteinquaderbau bei km 6,8 der 1901 eröffneten Strecke Gandersheim-Hildesheim                | 33815853 | BW   |

### Clus
| Lage                                      | Bezeichnung     | Beschreibung | ID       | Bild           |
| ----------------------------------------- | --------------- | --- | -------- | -------------- |
| Brunshausen 7 51° 52′ 59″ N, 10° 1′ 55″ O | Stiftsgebäude   | Lindolf und Oda gründeten nach ihrer Romreise 852 das Kloster Brunshausen zu Ehren Johannes des Täufers und Stephanus. 881 wurde der Konvent nach Gandersheim verlegt und in Brunshausen neue Mönche angesiedelt. Das Patrozinium wurde dabei auf Bonifatius geändert. 1134 wurde Brunshausen mit dem Kloster Clus vereinigt. 1206 wird urkundlich die Umwandlung in ein Benediktiner-Kloster bestätigt. Die Reformation wurde durch Herzog Julius 1568 eingeführt. 1627 wurden die Wirtschaftsgebäude durch Marodeure in Brand gesetzt. 1695 kamen die Klöster Brunshausen und Clus wieder unter die Jurisdiktion des Reichsstifts Gandersheim. Im 19. Jahrhundert wurde das Kloster aufgelöst und in einen herzogliche Domäne umgewandelt. Das Objekt gehört zu der Denkmalgruppe „Kloster Brunshausen“ mit der ID 33538127. | 33816032 | Weitere Bilder |
| 51° 52′ 58″ N, 10° 1′ 56″ O               | Stiftskirche    | Der erhaltene Bau geht auf das 14. und 15. Jahrhundert zurück und wurde nie vollendet. 1793 wurde die Kirche profaniert und diente fortan als Scheune. Das Objekt gehört zu der Denkmalgruppe „Kloster Brunshausen“ mit der ID 33538127. | 33816006 | Weitere Bilder |
| Brunshausen 5 51° 53′ 0″ N, 10° 1′ 53″ O  | Stall           | Das Objekt gehört zu der Denkmalgruppe „Kloster Brunshausen“ mit der ID 33538127. | 33815954 | BW             |
| Brunshausen 5 51° 52′ 58″ N, 10° 1′ 53″ O | Scheune         | Das Objekt gehört zu der Denkmalgruppe „Kloster Brunshausen“ mit der ID 33538127. | 34819922 | BW             |
| Clus 51° 53′ 2″ N, 10° 0′ 29″ O           | Kloster         | Im ersten Drittel des 12. Jahrhunderts wurde in Clus ein Benediktiner-Kloster gegründet und dem Stift Gandersheim unterstellt. 1568 wurde mit der Reformation das Kloster herzogliche Domäne. 1695 kam das Kloster wieder unter die Jurisdiktion des Stifts Gandersheim. Mit der Auflösung des Stifts 1810 als Folge des Reichsdeputationshauptschlusses wurde das Kloster erneut herzogliches Domänengut. Das Objekt gehört zu der Denkmalgruppe „Klostergut Clus“ mit der ID 33538170. | 33816175 |                |
| Clus 51° 53′ 0″ N, 10° 0′ 31″ O           | Kirche          | Die Klosterkirche Clus ist im Kern eine romanische, dreischiffige Basilika mit Querhaus. Die Ursprünge reichen in die Mitte des 12. Jahrhunderts. Später erfolgten zahlreiche Umbauten. Im 19. Jahrhundert wurde der Westturm wegen Baufälligkeit bis auf das Untergeschoss abgetragen. Die Gewölbe der Seitenschiffe wurden abgerissen und durch Flachdecken ersetzt. Zwischen 1848 und 1852 wurden die Querhausarme verkürzt und die Fenster im Hauptschiff durch höhere Rundbogenfenster ersetzt. Das Objekt gehört zu der Denkmalgruppe „Klostergut Clus“ mit der ID 33538170. | 3381615  | Weitere Bilder |
| Clus 51° 53′ 0″ N, 10° 0′ 28″ O           | Wohnhaus        | Das Objekt gehört zu der Denkmalgruppe „Klostergut Clus“ mit der ID 33538170. | 33816286 | BW             |
| Clus 51° 53′ 2″ N, 10° 0′ 31″ O           | Stall           | Das Objekt gehört zu der Denkmalgruppe „Klostergut Clus“ mit der ID 33538170. | 33816208 | BW             |
| K 632 51° 52′ 58″ N, 10° 1′ 44″ O         | Eisenbahnbrücke | Einzelbaudenkmal | 33812694 | BW             |

### Dankelsheim
| Lage                                       | Bezeichnung              | Beschreibung | ID       | Bild |
| ------------------------------------------ | ------------------------ | --- | -------- | ---- |
| Dankelsheim 2 51° 54′ 0″ N, 10° 0′ 37″ O   | Wohnhaus                 | Wohnhaus eines ehemaligen Ackerhofs. Das Objekt gehört zu der Denkmalgruppe „Hofanlage Dankelsheim 2“ mit der ID 33538225. | 33816312 | BW   |
| Dankelsheim 2 51° 53′ 59″ N, 10° 0′ 38″ O  | Scheune                  | Das Objekt gehört zu der Denkmalgruppe „Hofanlage Dankelsheim 2“ mit der ID 33538225.                                      | 33816341 | BW   |
| Dankelsheim 2 51° 53′ 59″ N, 10° 0′ 37″ O  | Stall                    | Das Objekt gehört zu der Denkmalgruppe „Hofanlage Dankelsheim 2“ mit der ID 33538225.                                      | 33816367 | BW   |
| Dankelsheim 38 51° 54′ 4″ N, 10° 0′ 30″ O  | Wohn-/Wirtschaftsgebäude | Einzelbaudenkmal | 33816393 | BW   |
| Dankelsheim 52 51° 53′ 55″ N, 10° 0′ 34″ O | Schule                   | Einzelbaudenkmal | 33816418 | BW   |
| Dankelsheim 54 51° 54′ 1″ N, 10° 0′ 34″ O  | Kirche                   | Einzelbaudenkmal | 33816444 |      |
| L 486 51° 53′ 42″ N, 10° 1′ 59″ O          | Eisenbahnbrücke          | Eisenbahn-Bogenbrücke, Einzelbaudenkmal                                                                                    | 33816470 | BW   |

### Dannhausen
| Lage                                                       | Bezeichnung | Beschreibung                                                                               | ID       | Bild           |
| ---------------------------------------------------------- | ----------- | ------------------------------------------------------------------------------------------ | -------- | -------------- |
| Bundesstraße 64, Kilometer 6,87 51° 52′ 0″ N, 10° 6′ 58″ O | Meilenstein | Der Meilenstein markiert die Grenze zwischen den ehemaligen Ämtern Gandersheim und Seesen. | 33816499 | Weitere Bilder |
| Dannhäuser Brink 16 51° 51′ 56″ N, 10° 6′ 2″ O             | Hofanlage   |                                                                                            | 33538253 | BW             |
| Dannhäuser Kirchweg 7 51° 51′ 53″ N, 10° 6′ 7″ O           | Kapelle     |                                                                                            | 33816599 |                |
| Dannhauser Meile 11 51° 51′ 55″ N, 10° 5′ 59″ O            | Gasthaus    |                                                                                            | 33816522 | BW             |

### Ellierode
| Lage                                               | Bezeichnung    | Beschreibung                              | ID       | Bild |
| -------------------------------------------------- | -------------- | ----------------------------------------- | -------- | ---- |
| St.-Stephanus-Straße 9 51° 50′ 13″ N, 10° 3′ 24″ O | Doppelwohnhaus | Einzelbaudenkmal                          | 33816624 | BW   |
| Zum Glockenbach 1 51° 50′ 15″ N, 10° 3′ 27″ O      | Kapelle        | Pfarrkirche St. Stephan, Einzelbaudenkmal | 33816649 | BW   |

### Gehrenrode
| Lage                                    | Bezeichnung              | Beschreibung | ID       | Bild |
| --------------------------------------- | ------------------------ | --- | -------- | ---- |
| Im Dorfe 4 51° 55′ 59″ N, 10° 0′ 52″ O  | Wohn-/Wirtschaftsgebäude | Einzelbaudenkmal | 33816695 | BW   |
| Im Dorfe 12 51° 55′ 59″ N, 10° 0′ 55″ O | Schule                   | Einzelbaudenkmal | 33816720 | BW   |
| Im Dorfe 31 51° 56′ 0″ N, 10° 0′ 51″ O  | Kirche                   | Die Pfarrkirche St. Cäcilie Gehrenrode wurde 1876 erbaut, dabei wurde ein alter Kern mit eingebaut. An der Süd- und Westseite befinden sich Trockenmauern. Der schlanke Turm trägt ein Achteckhelm mit vier Wichhäuschen. Im Inneren befinden sich an drei Seiten Emporen, die Decke ist eine Segmentbogentonne. Die Altarrückwand ist aus dem Jahr 1720., die Kanzel wurde nachträglich eingefügt. Das Objekt gehört zu der Denkmalgruppe „Kirchhof Gehrenrode“ mit der ID 33538786. | 33816744 |      |
| Im Dorfe 31 51° 56′ 0″ N, 10° 0′ 51″ O  | Kirchhof                 | Das Objekt gehört zu der Denkmalgruppe „Kirchhof Gehrenrode“ mit der ID 33538786. | 33816769 | BW   |

### Gremsheim
| Lage                                                  | Bezeichnung    | Beschreibung | ID       | Bild |
| ----------------------------------------------------- | -------------- | --- | -------- | ---- |
| Altgandersheimer Straße 51° 54′ 30″ N, 10° 3′ 24″ O   | Pfarrkirche    | Die Kirche wurde 1884 erbaut. Einzelbaudenkmal | 33816814 |      |
| Altgandersheimer Straße 51° 54′ 29″ N, 10° 3′ 26″ O   | Kriegerdenkmal | Das Ehrenmal für die Gefallenen des Ersten Weltkriegs befindet sich in der Nähe der Kirche und ist über eine Treppenanlage zu erreichen. Einzelbaudenkmal | 33816792 | BW   |
| Altgandersheimer Straße 6 51° 54′ 29″ N, 10° 3′ 19″ O | Wohnhaus       | Das Objekt gehört zu der Denkmalgruppe „Hofanlage Gremsheim 7“ mit der ID 33538266.                                                                       | 33816840 | BW   |
| Altgandersheimer Straße 6 51° 54′ 29″ N, 10° 3′ 20″ O | Scheune        | Das Objekt gehört zu der Denkmalgruppe „Hofanlage Gremsheim 7“ mit der ID 33538266.                                                                       | 33816865 | BW   |

### Hachenhausen
| Lage                                        | Bezeichnung      | Beschreibung | ID       | Bild |
| ------------------------------------------- | ---------------- | --- | -------- | ---- |
| Hachenhausen 51° 51′ 33″ N, 10° 4′ 57″ O    | Kapelle          | Die Kapelle Hachenhausen ist ein Einzelbaudenkmal.                                                                                           | 33816913 |      |
| Hachenhausen 11 51° 51′ 33″ N, 10° 4′ 57″ O | Doppelwohnhaus   | Einzelbaudenkmal | 33816939 | BW   |
| Hachenhausen 12 51° 51′ 33″ N, 10° 5′ 0″ O  | Doppelwohnhaus   | Einzelbaudenkmal | 33816964 | BW   |
| Hachenhausen 26 51° 51′ 31″ N, 10° 4′ 51″ O | Arbeiterwohnhaus | Einzelbaudenkmal | 33817015 | BW   |
| Hachenhausen 27 51° 51′ 32″ N, 10° 4′ 52″ O | Arbeiterwohnhaus | Einzelbaudenkmal | 33817064 | BW   |
| Hachenhausen 28 51° 51′ 32″ N, 10° 4′ 52″ O | Arbeiterwohnhaus | Einzelbaudenkmal | 33817089 | BW   |
| Hachenhausen 29 51° 51′ 35″ N, 10° 4′ 51″ O | Wohnhaus         | Einzelbaudenkmal | 33817040 | BW   |
| K 639 51° 51′ 36″ N, 10° 4′ 55″ O           | Schloss          | Die weitläufige Gutsanlage nimmt ein Großteil des Dorfes ein. Das Objekt gehört zu der Denkmalgruppe „Gut Hachenhausen“ mit der ID 33538309. | 33817164 | BW   |
| K 639 51° 51′ 37″ N, 10° 4′ 54″ O           | Park             | Das Objekt gehört zu der Denkmalgruppe „Gut Hachenhausen“ mit der ID 33538309.                                                               | 33817137 | BW   |

### Harriehausen
| Lage                                       | Bezeichnung              | Beschreibung | ID       | Bild |
| ------------------------------------------ | ------------------------ | --- | -------- | ---- |
| Hauptstraße 10 51° 50′ 54″ N, 10° 5′ 4″ O  | Wohn-/Wirtschaftsgebäude | Das Objekt gehört zu der Denkmalgruppe „Hofanlagen Hauptstraße 10, 12“ mit der ID 33538280. | 33815122 | BW   |
| Hauptstraße 12 51° 50′ 53″ N, 10° 5′ 5″ O  | Wohn-/Wirtschaftsgebäude | Das Objekt gehört zu der Denkmalgruppe „Hofanlagen Hauptstraße 10, 12“ mit der ID 33538280. | 33815145 | BW   |
| Hauptstraße 26 51° 50′ 51″ N, 10° 5′ 30″ O | Wohn-/Wirtschaftsgebäude | Einzelbaudenkmal | 33815194 | BW   |
| 51° 50′ 53″ N, 10° 5′ 30″ O                | Kirche                   | Anstelle eines Vorgängerbaues entstand der Saalbau der Kirche St. Remigius Harriehausen im Jahre 1704. Die Kirche aus Bruchstein befindet sich auf einer Anhöhe und ist von einer Mauer umgeben. Das Objekt gehört zu der Denkmalgruppe „Kirchhof Harriehausen“ mit der ID 33538294. | 33817263 |      |
| Kirchenbrink 2 51° 50′ 54″ N, 10° 5′ 30″ O | Pfarrhaus                | Zweistöckiger holzverschalter Bau, 1898. Das Objekt gehört zu der Denkmalgruppe „Kirchhof Harriehausen“ mit der ID 33538294. | 33815220 | BW   |
| 51° 50′ 53″ N, 10° 5′ 29″ O                | Kirchhof                 | Das Objekt gehört zu der Denkmalgruppe „Kirchhof Harriehausen“ mit der ID 33538294. | 33815098 | BW   |

### Heckenbeck
| Lage                                           | Bezeichnung    | Beschreibung                                                                               | ID       | Bild |
| ---------------------------------------------- | -------------- | ------------------------------------------------------------------------------------------ | -------- | ---- |
| Kreiensener Straße 51° 53′ 1″ N, 9° 57′ 41″ O  | Mausoleum      | Friedhof, Fam. Schillig, Einzelbaudenkmal                                                  | 33815348 | BW   |
| Kreiensener Straße 51° 53′ 2″ N, 9° 57′ 42″ O  | Grabmal        | Einzelbaudenkmal                                                                           | 33815374 | BW   |
| Kreuzstraße 14 51° 53′ 4″ N, 9° 57′ 50″ O      | Wohnhaus       | Das Objekt gehört zu der Denkmalgruppe „Hofanlage Kreuzstraße 14“ hat die ID 33538156.     | 33817380 | BW   |
| Kreuzstraße 14 51° 53′ 4″ N, 9° 57′ 51″ O      | Scheune        | Das Objekt gehört zu der Denkmalgruppe „Hofanlage Kreuzstraße 14“ hat die ID 33538156.     | 33817405 | BW   |
| Methfesselstraße 16 51° 53′ 8″ N, 9° 57′ 45″ O | Scheune        | Das Objekt gehört zu der Denkmalgruppe „Scheunen Methfesselstraße 16“ mit der ID 33538142. | 33817457 | BW   |
| Methfesselstraße 16 51° 53′ 7″ N, 9° 57′ 47″ O | Scheune        | Das Objekt gehört zu der Denkmalgruppe „Scheunen Methfesselstraße 16“ mit der ID 33538142. | 33817431 | BW   |
| Methfesselstraße 20 51° 53′ 5″ N, 9° 57′ 43″ O | Wohnhaus       | Einzelbaudenkmal                                                                           | 33817509 | BW   |
| 51° 53′ 8″ N, 9° 57′ 44″ O                     | Kirche         | Einzelbaudenkmal                                                                           | 33815398 |      |
| 51° 53′ 6″ N, 9° 57′ 44″ O                     | Kriegerdenkmal | Einzelbaudenkmal                                                                           | 33815423 | BW   |
| Schulstraße 5 51° 53′ 9″ N, 9° 57′ 39″ O       | Wohnhaus       | Einzelbaudenkmal                                                                           | 33817559 | BW   |

### Hilprechtshausen
| Lage                              | Bezeichnung        | Beschreibung | ID       | Bild |
| --------------------------------- | ------------------ | --- | -------- | ---- |
| K 641 51° 53′ 54″ N, 9° 56′ 56″ O | Herrenhaus         | Das Objekt gehört zu der Denkmalgruppe „Rittergut Hilprechtshausen“ mit der ID 33538184.                                 | 33815468 | BW   |
| K 641 51° 53′ 55″ N, 9° 56′ 55″ O | Wirtschaftsgebäude | Rittergut, Wirtschaftsgeb. IV, Das Objekt gehört zu der Denkmalgruppe „Rittergut Hilprechtshausen“ mit der ID 33538184.  | 33817357 | BW   |
| K 641 51° 53′ 55″ N, 9° 56′ 54″ O | Wirtschaftsgebäude | Rittergut, Wirtschaftsgeb. II. Das Objekt gehört zu der Denkmalgruppe „Rittergut Hilprechtshausen“ mit der ID 33538184.  | 33817311 | BW   |
| K 641 51° 53′ 55″ N, 9° 56′ 53″ O | Wirtschaftsgebäude | Rittergut, Wirtschaftsgeb. I. Das Objekt gehört zu der Denkmalgruppe „Rittergut Hilprechtshausen“ mit der ID 33538184.   | 33817288 | BW   |
| K 641 51° 53′ 54″ N, 9° 56′ 54″ O | Wirtschaftsgebäude | Rittergut, Wirtschaftsgeb. III. Das Objekt gehört zu der Denkmalgruppe „Rittergut Hilprechtshausen“ mit der ID 33538184. | 33817334 | BW   |

### Helmscherode
| Lage                                       | Bezeichnung | Beschreibung     | ID       | Bild |
| ------------------------------------------ | ----------- | ---------------- | -------- | ---- |
| Helmscherode 4 51° 55′ 29″ N, 10° 2′ 11″ O | Wohnhaus    | Einzelbaudenkmal | 33817608 | BW   |
| Helmscherode 10 51° 55′ 26″ N, 10° 2′ 9″ O | Wohnhaus    | Einzelbaudenkmal | 33817634 | BW   |
| Im Dorfe 1 51° 55′ 29″ N, 10° 2′ 13″ O     | Schafstall  | Einzelbaudenkmal | 33815499 | BW   |
| Im Dorfe 29 51° 55′ 28″ N, 10° 2′ 12″ O    | Kapelle     | Einzelbaudenkmal | 33815524 |      |
| Im Dorfe 29 51° 55′ 29″ N, 10° 2′ 12″ O    | Mausoleum   | Einzelbaudenkmal | 33818121 | BW   |

### Seboldshausen
| Lage                                          | Bezeichnung | Beschreibung                       | ID       | Bild |
| --------------------------------------------- | ----------- | ---------------------------------- | -------- | ---- |
| Eternastraße 51° 51′ 48″ N, 10° 3′ 36″ O      | Kapelle     |                                    | 33815549 |      |
| Eternastraße 2 51° 51′ 48″ N, 10° 3′ 34″ O    | Wohnhaus    |                                    | 33815575 | BW   |
| Zur alten Mühle 1 51° 51′ 45″ N, 10° 3′ 37″ O | Wohnhaus    | Die Wassermühle wurde 1783 erbaut. | 33817658 | BW   |

### Wolperode
| Lage                                    | Bezeichnung                                    | Beschreibung | ID       | Bild           |
| --------------------------------------- | ---------------------------------------------- | ------------ | -------- | -------------- |
| Wolperode 51° 53′ 0″ N, 10° 3′ 29″ O    | Kapelle St. Petri                              |              | 33817784 | Weitere Bilder |
| Wolperode 19 51° 53′ 2″ N, 10° 3′ 26″ O | Zweiseithof                                    |              | 33538337 |                |
| Wolperode 28 51° 53′ 2″ N, 10° 3′ 29″ O | Ehemaliges Rittergut, Herrenhaus               |              | 33817758 |                |
| Wolperode 29 51° 53′ 1″ N, 10° 3′ 28″ O | Ehemaliges Rittergut, sogenanntes Gerichtshaus |              | 33817733 |                |
| Wolperode 31 51° 53′ 1″ N, 10° 3′ 31″ O | Scheune                                        |              | 33817809 |                |
| Wolperode 34 51° 53′ 1″ N, 10° 3′ 36″ O | Scheune                                        |              | 33817833 |                |

### Wrescherode
| Lage                                        | Bezeichnung | Beschreibung                                                                            | ID       | Bild |
| ------------------------------------------- | ----------- | --------------------------------------------------------------------------------------- | -------- | ---- |
| An der Kirche 8 51° 51′ 42″ N, 10° 2′ 24″ O | Wohnhaus    | Das Objekt gehört zu der Denkmalgruppe „Hofanlage An der Kirche 8“ mit der ID 33538113. | 33817958 | BW   |
| An der Kirche 8 51° 51′ 41″ N, 10° 2′ 26″ O | Scheune     | Das Objekt gehört zu der Denkmalgruppe „Hofanlage An der Kirche 8“ mit der ID 33538113. | 33817983 | BW   |
| An der Kirche 8 51° 51′ 42″ N, 10° 2′ 26″ O | Scheune     | Das Objekt gehört zu der Denkmalgruppe „Hofanlage An der Kirche 8“ mit der ID 33538113. | 33818009 | BW   |
| An der Kirche 5 51° 51′ 42″ N, 10° 2′ 22″ O | Wohnhaus    | Einzelbaudenkmal                                                                        | 33817908 | BW   |
| An der Kirche 5 51° 51′ 42″ N, 10° 2′ 21″ O | Scheune     | Einzelbaudenkmal                                                                        | 33817933 | BW   |
| Grasweg 51° 51′ 47″ N, 10° 2′ 28″ O         | Grabdenkmal | Einzelbaudenkmal                                                                        | 33818059 | BW   |
| K 638 51° 51′ 12″ N, 10° 3′ 15″ O           | Scheune     | Einzelbaudenkmal, Ehemalige Domäne Schachteneck, Pächterwohnhaus                        | 33818034 | BW   |

## Ehemalige Baudenkmale
| Lage                                                     | Bezeichnung                       | Beschreibung | ID | Bild |
| -------------------------------------------------------- | --------------------------------- | ------------ | -- | --- |
| Wrescherode An der Kirche 51° 51′ 43″ N, 10° 2′ 23″ O    | Kapelle                           |              |    | |
| Wrescherode An der Kirche 1b 51° 51′ 44″ N, 10° 2′ 22″ O | Ehemalige Scheune, jetzt Wohnhaus |              |    | [[Vorlage:Bilderwunsch/code!/C:51.862182,10.039465!/D:Wrescherode An der Kirche 1b, Ehemalige Scheune, jetzt Wohnhaus!/\|BW]] |
| Wrescherode An der Kirche 3 51° 51′ 43″ N, 10° 2′ 22″ O  | Wohnwirtschaftsgebäude            |              |    | [[Vorlage:Bilderwunsch/code!/C:51.861867,10.039306!/D:Wrescherode An der Kirche 3, Wohnwirtschaftsgebäude!/\|BW]]             |